# Novoalekszandrovszki járás

A Novoalekszandrovszki járás a Sztavropoli határterületen

A Novoalekszandrovszki járás (oroszul Новоалександровский муниципальный район) Oroszország egyik járása a Sztavropoli határterületen. Székhelye Novoalekszandrovszk.

## Népesség
- 1989-ben 58 630 lakosa volt.
- 2002-ben 67 065 lakosa volt.
- 2010-ben 65 477 lakosa volt, melyből 57 435 orosz, 2 807 örmény, 1 474 cigány, 961 kurd, 625 ukrán, 217 koreai, 211 fehérorosz, 209 német, 144 tabaszaran, 139 azeri, 139 grúz, 102 tatár, 100 oszét, 72 görög, 70 csecsen, 58 udmurt, 39 lezg, 35 avar, 31 kumik, 30 török, 29 moldáv, 27 csuvas, 25 üzbég stb.